# Pontécoulant (cráter)

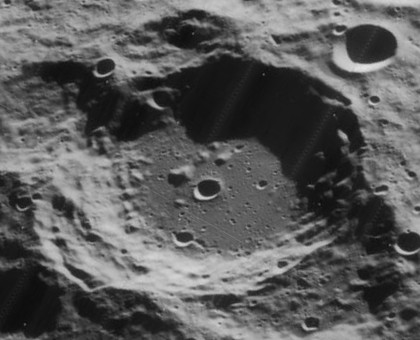
Fotografía de la misión Lunar Orbiter 4 (1967)

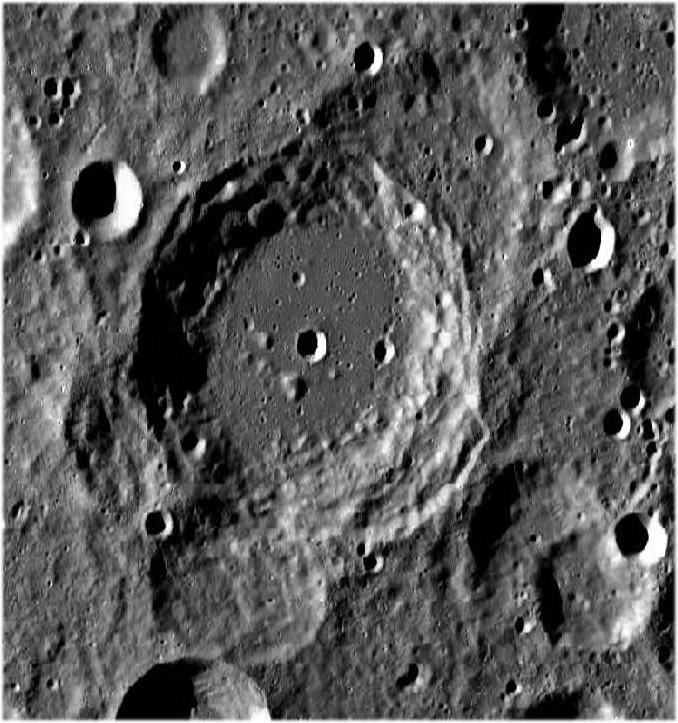
Imagen de la misión LRO

Pontécoulant es un prominente cráter de impacto que se encuentra en la parte sureste de la Luna. Debido a su posición, el cráter aparece escorado respecto a la Tierra y es difícil observarlo con mucho detalle. Cráteres cercanos incluyen a Hanno justo al noreste, y hacia el sur a Helmholtz, de tamaño comparable.
|  |

Este cráter tiene una pared interior aterrazada que es casi circular, pero con una extensión hacia el sureste. El borde aparece un poco desgastado pero conserva muchos detalles. El cráter principal recubre parcialmente al más antiguo y más pequeño Pontécoulant E en el borde meridional, y tiene varios cratercillos minúsculos en la pared interior del este y uno más notable al sudoeste.
El suelo interior es casi plano, con un terreno accidentado cerca del borde sur y algunos picos centrales bajos situados al suroeste del punto medio. Presenta un cráter pequeño pero prominente, situado en el centro de la plataforma interior, y varios otros cráteres minúsculos diseminados sobre la superficie interna.
El epónimo de este cráter es Philippe Gustave Doulcet, Conde de Pontécoulant.

## Cráteres satélite
Por convención estos elementos son identificados en los mapas lunares poniendo la letra en el lado del punto medio del cráter que está más cercano a Pontécoulant.
|              | \| Pontécoulant \| Coordenadas \| Diámetro \| \| ------------ \| ----------------------------- \| -------- \| \| A \| 57°42′S 62°54′E / -57.7, 62.9 \| 19 km \| \| B \| 57°54′S 58°30′E / -57.9, 58.5 \| 39 km \| \| C \| 55°36′S 59°06′E / -55.6, 59.1 \| 30 km \| \| D \| 60°12′S 71°54′E / -60.2, 71.9 \| 10 km \| \| E \| 60°30′S 64°30′E / -60.5, 64.5 \| 44 km \| \| F \| 57°24′S 67°42′E / -57.4, 67.7 \| 60 km \| \| G \| 57°12′S 60°06′E / -57.2, 60.1 \| 36 km \| \| H \| 58°24′S 65°12′E / -58.4, 65.2 \| 9 km \| \| J \| 61°36′S 64°18′E / -61.6, 64.3 \| 39 km \| \| K \| 61°30′S 61°00′E / -61.5, 61.0 \| 13 km \| \| L \| 59°00′S 59°42′E / -59.0, 59.7 \| 17 km \| \| M \| 60°48′S 74°06′E / -60.8, 74.1 \| 10 km \| |          |
| Pontécoulant | Coordenadas | Diámetro |
| A            | 57°42′S 62°54′E / -57.7, 62.9 | 19 km    |
| B            | 57°54′S 58°30′E / -57.9, 58.5 | 39 km    |
| C            | 55°36′S 59°06′E / -55.6, 59.1 | 30 km    |
| D            | 60°12′S 71°54′E / -60.2, 71.9 | 10 km    |
| E            | 60°30′S 64°30′E / -60.5, 64.5 | 44 km    |
| F            | 57°24′S 67°42′E / -57.4, 67.7 | 60 km    |
| G            | 57°12′S 60°06′E / -57.2, 60.1 | 36 km    |
| H            | 58°24′S 65°12′E / -58.4, 65.2 | 9 km     |
| J            | 61°36′S 64°18′E / -61.6, 64.3 | 39 km    |
| K            | 61°30′S 61°00′E / -61.5, 61.0 | 13 km    |
| L            | 59°00′S 59°42′E / -59.0, 59.7 | 17 km    |
| M            | 60°48′S 74°06′E / -60.8, 74.1 | 10 km    |